# ジョディ・アン・パターソン
ジョディ・アン・パターソン（Jodi Ann Paterson、1975年7月31日 - ）は、アメリカ合衆国のモデル、女優。 PLAYBOY誌1999年10月号のプレイメイトになり、更に2000年のプレイメイト・オブ・ザ・イヤー (PMOY) に選出された。パーフェクト10誌のモデルも務めている。

## 来歴
インドネシア・バリクパパンでインドネシア人の母とアメリカ人の父の第二子として生まれる。その後一家はオレゴン州に移り、パターソンはサーストン・ハイスクールに通った。1994年のミス・ティーンUSAコンテストにオレゴン州代表としてとして参加。ミシシッピ州ビロクシからテレビで生中継されたこの大会は、カリフォルニア州代表のシャウナ・ギャンビルが勝利を収めた。ハイスクール卒業後オレゴン州立大学 (OSU) に通い1997年に卒業、言語コミュニケーションの学士号を取得した。プレイメイトとなった1999年10月号のPLAYBOY誌（アーニー・フライターグ (Arny Freytag) が撮影）でもプレイメイト・オブ・ザ・イヤー・ビデオ版でも、「OSU」が呼び物になっている。
パターソンのPMOYビデオによると、彼女は大学の学士号を持つ初のプレイメイト・オブ・ザ・イヤーである。
ロックバンド、ゼブラヘッドは「プレイメイト・オブ・ザ・イヤー」という曲を書き、そのミュージック・ビデオにパターソンも出演している。ビデオのラストで彼女のPMOY選出を報せるPLAYBOY誌（2000年6月号、パターソンが表紙を飾っている）がリードシンガー宛に届けられる。この曲は映画『ゾルタン★星人』内で使用されており、パターソンも巨大エイリアン役でカメオ出演している。
2006年10月7日、カリフォルニア州ナパでレーシングドライバーのマイケル・アンドレッティと結婚。